# Alluaudia ascendens
Alluaudia ascendens, conocido comúnmente como fantsiolotse, es una especie de planta con flores perteneciente al género Alluaudia, dentro de la familia Didiereaceae. Es endémica del sur de Madagascar.

## Descripción

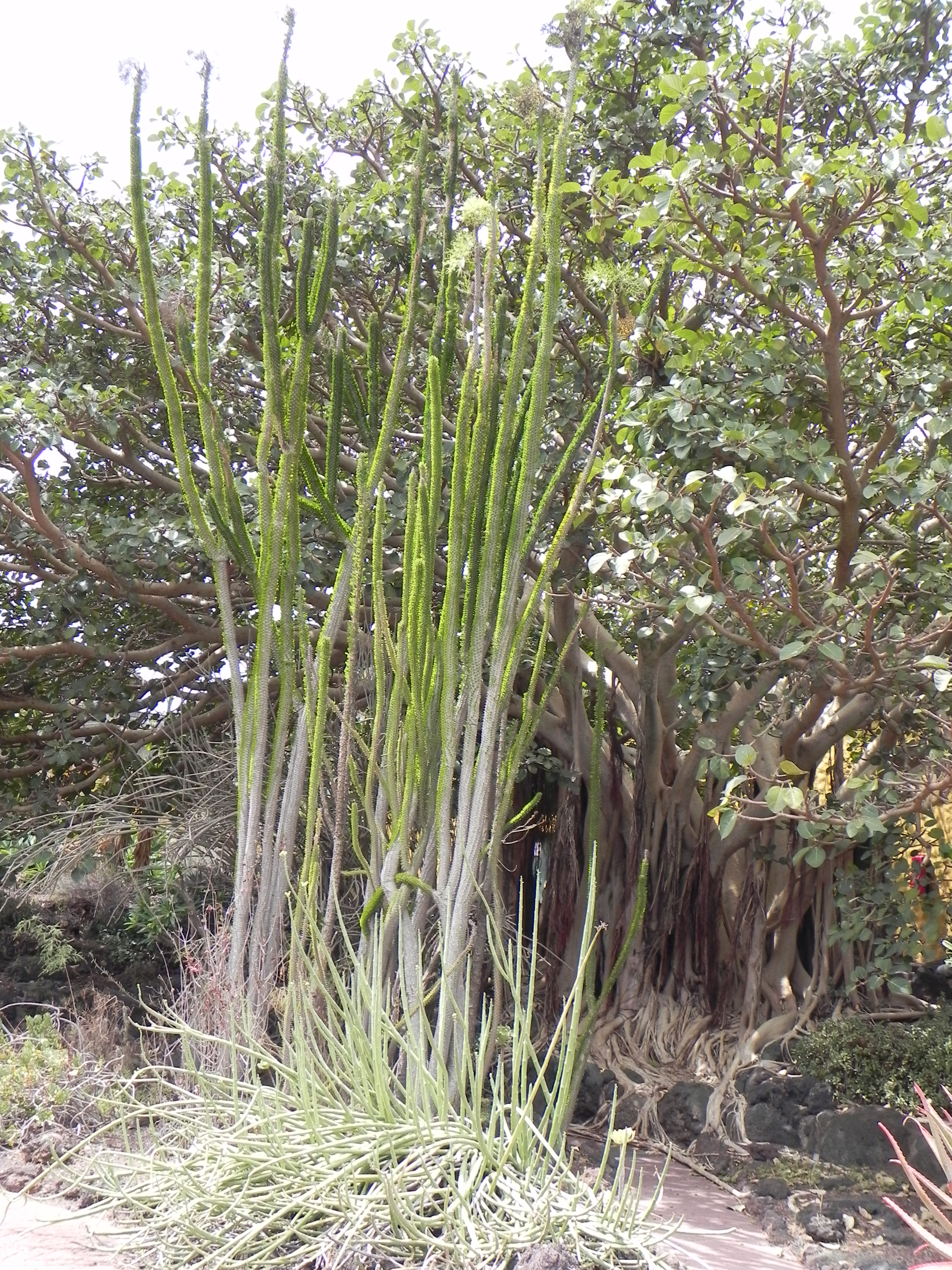
Crecimiento en forma de columna

Alluaudia ascendens es un árbol suculento espinoso que crece en forma de columna, llegando a los 10 - 15 metros de altura, con brotes verticales que se ramifican al final. La corteza es de color marrón verdoso apagado, cubierta de espinas casi blancas, de entre 1 y 3 cm de largo. 
Las hojas tienen forma de corazón y crecen directamente del tronco. Son gruesas, carnosas, verdes o rojizas a pleno sol y miden hasta 2,5 cm de largo.

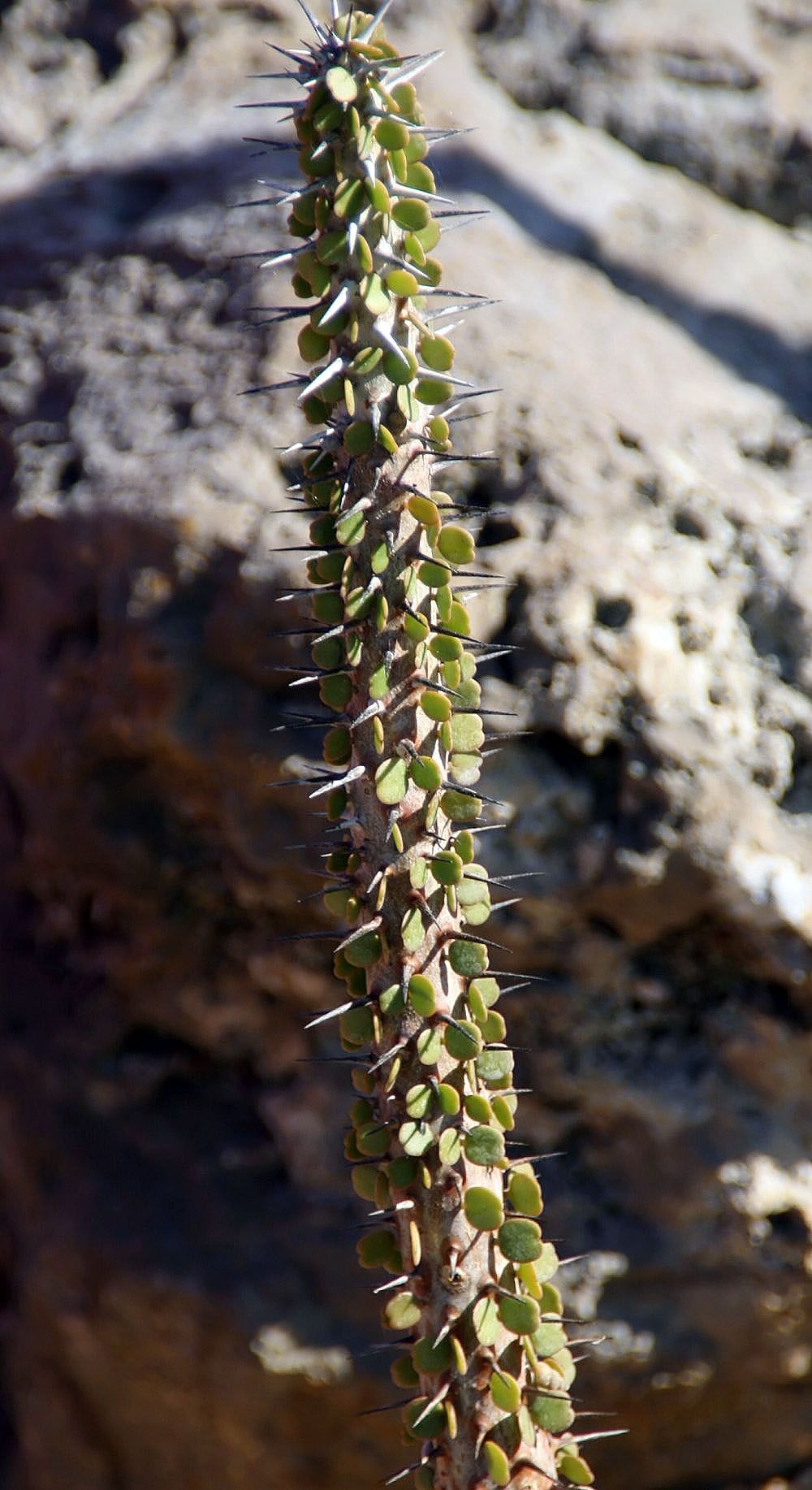
Detalle de las hojas y el tallo

Las flores son de color blanco a rojizo opaco, aparecen en inflorescencias ramificadas de hasta 12 centímetros de largo en la parte superior de los tallos en otoño. 

## Distribución y hábitat
El área de distribución nativa de esta especie es el sur de Madagascar y crece principalmente en biomas desérticos o de matorrales secos.

## Ecología
Alluaudia ascendens es polinizada por murciélagos. Además, el sifaca de Verreaux (Propithecus verreauxii), un lémur nativo, consume sus flores.

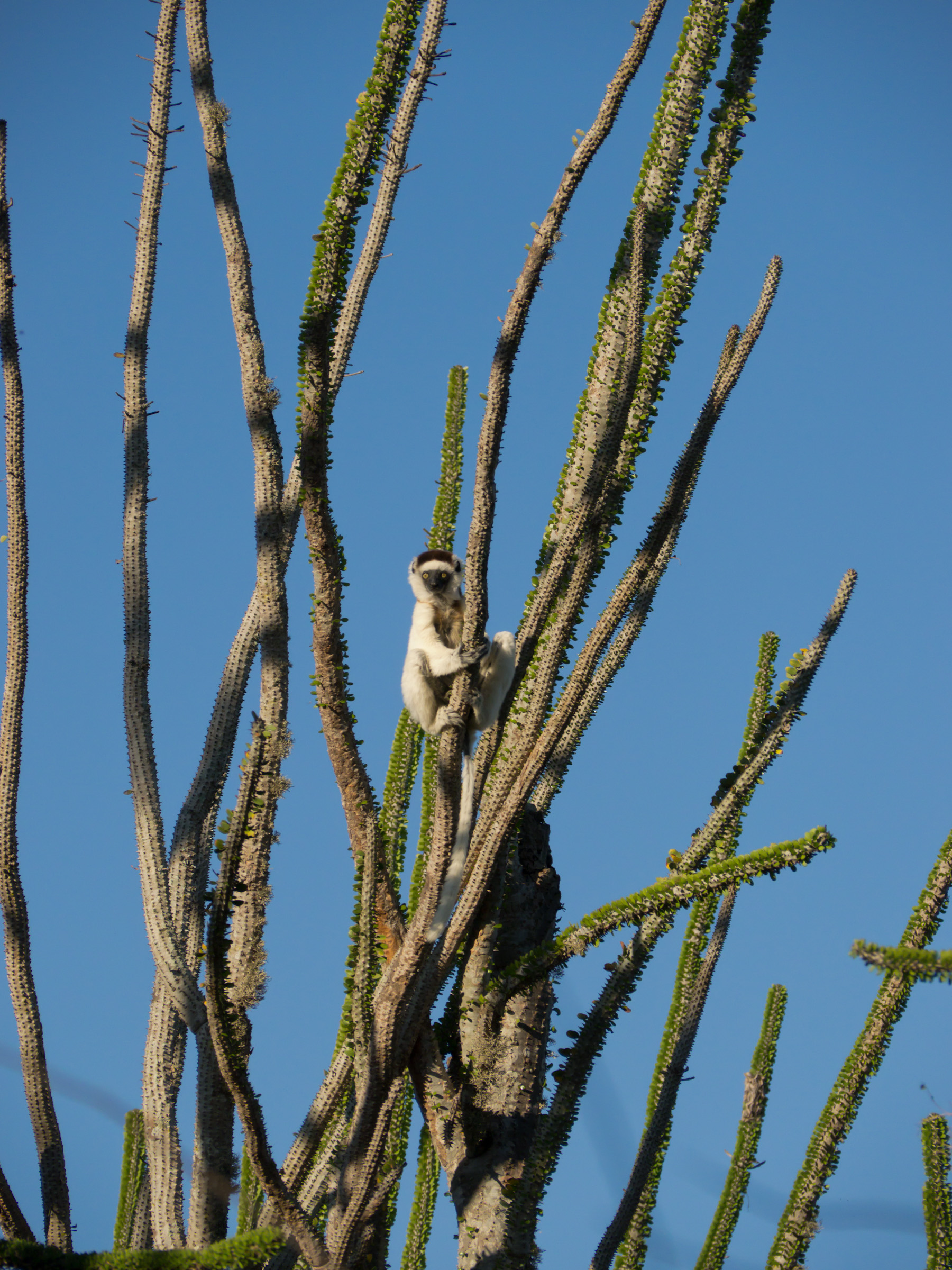
Lémur sifaca de Verreaux (Propithecus verreauxii)

## Taxonomía
La primera descripción de esta especie fue como Didierea ascendens, publicada en 1903 por el botánico francés Emmanuel Drake del Castillo en la revista científica Comptes Rendus Hebdomadaires des Séances de l'Academie des Sciences 133: 241.
Más tarde, el propio Emmanuel Drake del Castillo trasladó la especie al género Alluaudia, por lo que pasó a llamarse Alluaudia ascendens. Registró estos cambios en la revista científica Bulletin du Muséum d'Histoire Naturelle (París) 9: 37, publicada en 1903.
Etimología
- Alluaudia: nombre genérico otorgado en honor al zoólogo y naturalista Charles Alluaud (1861–1949).
- ascendens: epíteto específico latino que significa ascendente o que sube, haciendo referencia a la forma de crecimiento de la planta, que tiende a desarrollarse hacia arriba, destacando su hábito de crecimiento vertical.[5]

## Estado de conservación
En la Lista Roja de Especies Amenazadas de la UICN, la especie está clasificada como “Vulnerable (VU)”.

## Usos
Alluaudia ascendens se cultiva principalmente como planta ornamental, pudiéndose propagar a partir de esquejes tomados en primavera o de semillas.
Además la madera se emplea localmente en la construcción de casas y combustible, sobre todo en forma de carbón vegetal.